# Tromboangiïtis obliterant
La tromboangiïtis obliterant, també anomenada malaltia de Buerger és una malaltia que cursa amb isquèmia de les extremitats a causa de la formació de trombes. Afecta sobretot homes joves i fumadors. No hi ha afectació visceral.